# Inkofen (Schierling)

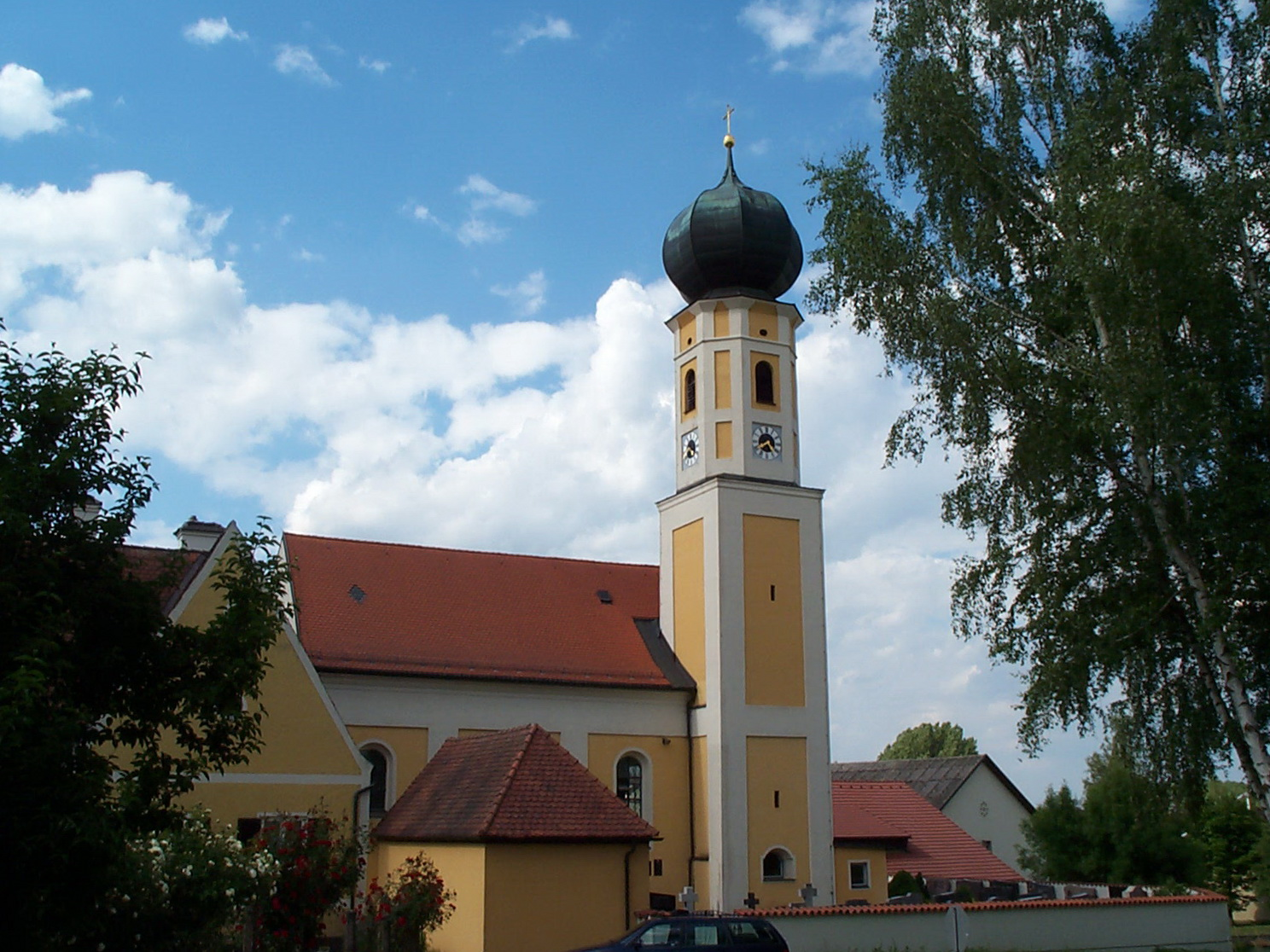
Pfarrkirche St. Jakobus der Ältere

Inkofen ist ein Gemeindeteil des Marktes Schierling im Landkreis Regensburg (Oberpfalz, Bayern). Das Kirchdorf Inkofen war bis 1978 Sitz der gleichnamigen Gemeinde.

## Geschichte
Im ersten bayerischen Herzogsurbar (1229/1237) wird der Ort Immekoven angeführt. Die Burg Inkofen wird erstmals 1365 als im Besitz von Ulrich von Abensberg erwähnt. Schloss Inkofen ist jedenfalls ein ehemaliges Hofmarksschloss. Die katholische Pfarrkirche St. Jakobus der Ältere wurde 1719–23 anstelle der alten Schlosskirche errichtet. Die Gemeinde Inkofen entstand mit dem bayerischen Gemeindeedikt von 1818. Am 1. Mai 1978 wurde Inkofen nach Schierling eingemeindet.

## Baudenkmäler
In der Liste der Baudenkmäler sind für Inkofen die Katholische Pfarrkirche und das Schloss aufgeführt.